# ソーリオ
ソーリオ（伊: Soglio）は、イタリア共和国ピエモンテ州アスティ県にある、人口約200人の基礎自治体（コムーネ）。

## 地理

### 位置・広がり

#### 隣接コムーネ
隣接するコムーネは以下の通り。
- カメラーノ・カザスコ
- コルタンツェ
- コルタッツォーネ
- モンテキアーロ・ダスティ
- ピエーア
- ヴィアーレ

#### 地震分類
イタリアの地震リスク階級 (it) では、4 に分類される
。